# 14443 Sekinenomatsu
14443 Sekinenomatsu è un asteroide della fascia principale. Scoperto nel 1992, presenta un'orbita caratterizzata da un semiasse maggiore pari a 2,8743015 UA e da un'eccentricità di 0,0771117, inclinata di 1,79497° rispetto all'eclittica.